# Sosippus placidus
Sosippus placidus là một loài nhện trong họ Lycosidae. Chúng được George Stewardson Brady miêu tả năm 1972. Loài này được phát hiện ở Florida.